# Sanok SN-1
 (janvier 2022).
Si vous disposez d'ouvrages ou d'articles de référence ou si vous connaissez des sites web de qualité traitant du thème abordé ici, merci de compléter l'article en donnant les références utiles à sa vérifiabilité et en les liant à la section « Notes et références ».
Sanok SN-1 est un type de matériel roulant ferroviaire de type tramway, construit par la société polonaise Autosan, sous la marque Sanok du nom de la ville où se trouvaient les usines de fabrication, de 1912 à 1936. 
Deux types de rames existent : Les rames motrices de type SN-1, et les wagons de type PN-1.